# 山崎 (弘前市)
山崎（やまざき）は、青森県弘前市の地名。郵便番号は036-8233。

## 地理
北は城南、東は中野・富士見台、南は原ケ平、西は館野に接する。

## 歴史

### 沿革
- 1978年（昭和53年） - 原ケ平の一部から分離、山崎になる。

### 地名の由来
かつての原ケ平の小字「山崎」から。

## 世帯数と人口
2017年（平成29年）6月1日現在の世帯数と人口は以下の通りである。
| 丁目       | 世帯数  | 人口  |
| ---------- | ------- | ----- |
| 山崎一丁目 | 108世帯 | 198人 |
| 山崎二丁目 | 158世帯 | 322人 |
| 山崎三丁目 | 92世帯  | 187人 |
| 山崎四丁目 | 9世帯   | 23人  |
| 山崎五丁目 | 26世帯  | 64人  |
| 計         | 393世帯 | 794人 |

## 施設

### 医療
- 城南整骨院
- 訪問看護ステーション弘前ふれあい苑

### 福祉
- 津軽富士見会本部
- ケアセンター弘前

### 商業
- シナネン東北支社弘前営業所

## 小・中学校の学区
市立小・中学校に通う場合、学区は以下の通りとなる。
| 町丁       | 番・番地 | 小学校             | 中学校           |
| ---------- | -------- | ------------------ | ---------------- |
| 山崎一丁目 | 全域     | 弘前市立文京小学校 | 弘前市立南中学校 |
| 山崎二丁目 | 全域     | 弘前市立文京小学校 | 弘前市立南中学校 |
| 山崎三丁目 | 全域     | 弘前市立文京小学校 | 弘前市立南中学校 |
| 山崎四丁目 | 全域     | 弘前市立文京小学校 | 弘前市立南中学校 |
| 山崎五丁目 | 全域     | 弘前市立文京小学校 | 弘前市立南中学校 |

## 交通
- 弘南鉄道大鰐線
  - 聖愛中高前駅